# Olivia Rose Keegan
Olivia Rose Keegan, född den 22 november 1999 är en amerikansk skådespelare.
Keegan har bland annat medverkat i TV-serien Våra bästa år som hon medverkade i mellan 2015 och 2020. 2023 har hon även medverkat i TV-serien Daisy Jones & The Six och Gotham Knights.

## Filmografi (i urval)
- 2015-2020: Våra bästa år
- 2023: Gotham Knights
- 2023: Daisy Jones & The Six